# أوبتيميتس

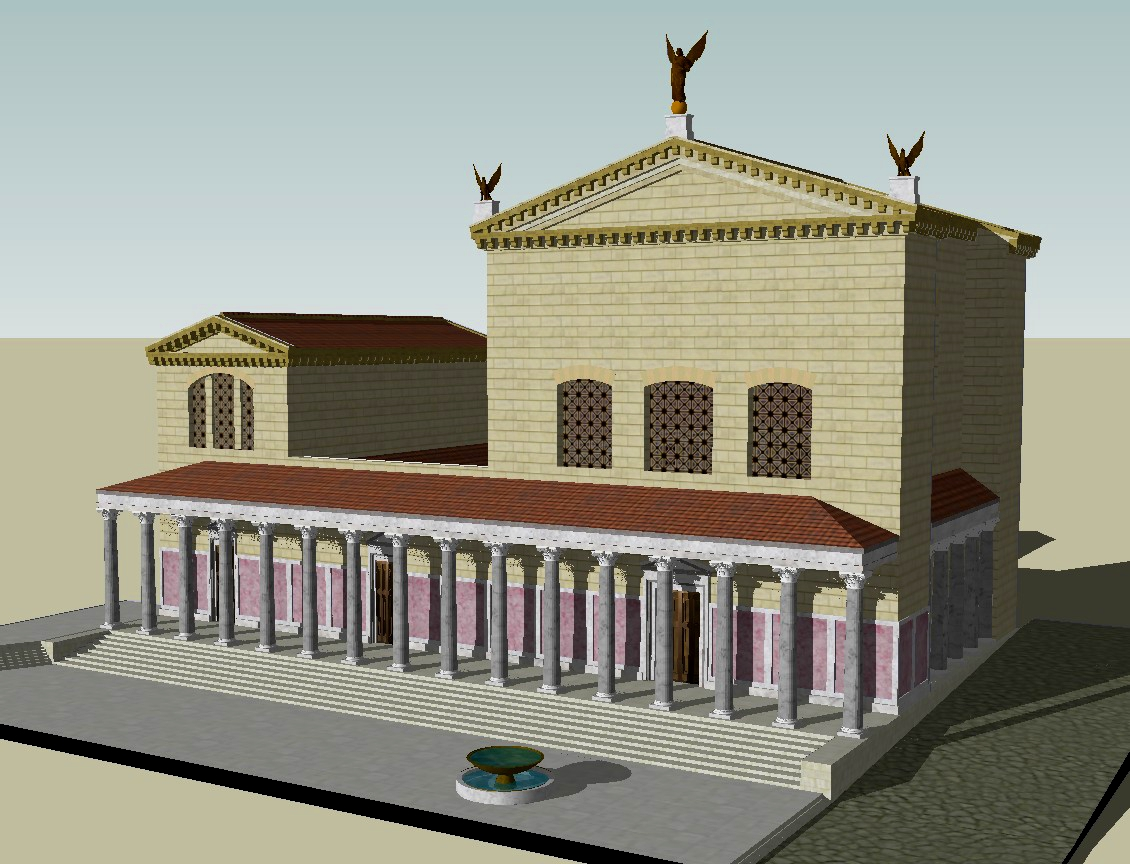
مجلس الشعب القابع بروما

الأوبتيميتس (باللاتينية: Optimates، ومعناها: أفضل الرجال أو الرجال الجيّدون) كان اصطلاحاً أطلق على أغلبيَّة شعب روما القديمة المتمسِّك بالتقاليد في الأيام الأخيرة للجمهورية الرومانية. كانت تطالب هذه الفئة من الشعب الروماني بتقليص سلطات المجالس التشريعيَّة والأطربونات المُنتَمين لطبقة البليبس (العامة)، وتوسيع سلطات مجلس الشيوخ، وهي مؤسَّسة كان يُنظَر إليها على أنَّها مكرَّسة لمصالح الأرستقراطيين المتحكّمين بالسلطة في روما. بالدرجة الأولى، كان يحاول الرجال الذين يدعمون ويوجِّهون حركة الأوبتيميتس أن يمنعوا المسؤولين الجُدد في الدولة من دخول المجالس التشريعية وحشد جنودٍ خاصِّين بهم (بدعمٍ من الأطربونات العامة)، وذلك لأنَّ دخول مثل هؤلاء إلى ساحة السياسة الرومانية كان يمكنه المضاربة على سلطة مجلس الشيوخ وبالتالي إضعاف نفوذ الأرستقراطيِّين في الدولة. من جهةٍ أخرى، عارضت حركة الأوبتيميتس حركة سياسة أخرى تدعى ببيولاريس.
حاز العديد من أتباع هذه الحركة تسميتهم، لأنَّهم كانوا يستغلُّون دعم الأرستقراطيّين ومجلس الشيوخ لهم في سبيل تحقيق مصالحهم الشخصية، لا لأنهم كانوا بالفعل يؤيّدون سلطة الأرستقراطيين على الطبقات الفقيرة. بالمثل، اعتمدَ أيضاً مؤيّدو حركة الببيولاريس عليها لجني مصالح شخصية، لا لتأييدهم البحت للطبقة الفقيرة.